# Àfrica Oriental Italiana
Àfrica Oriental Italiana fou una colònia italiana que es va crear després de la Segona Guerra Italianoetíop l'1 de juny de 1936 amb les colònies de Somàlia Italiana, Eritrea i Etiòpia. Des del 19 d'agost de 1940 en va formar part també el Somaliland Britànic ocupat pels italians. Va existir entre 1936 i 1941.

## Història
Internament es va dividir en sis províncies: Amhara (Amara), Shoa (Scioa), Galla-Sidamo, Harrar, Somàlia i Eritrea. Somàlia va adquirir la regió etiòpica d'Ogaden, segregat d'Etiòpia i tanmateix Eritrea fou engrandida amb territoris etíops. A la segona guerra mundial, el 1940, els italians van envair i ocupar el Somaliland Britànic (19 d'agost de 1940) que fou agregat a la província de Somàlia Italiana. L'any 1941 la contraofensiva aliada va permetre als britànics recuperar el Somaliland (16 de març de 1941) i ocupar la resta de l'Àfrica Oriental Italiana. Llavors va quedar sota administració britànica, que a Etiòpia va subsistir de fet fins al 1945 i a Somàlia i Eritrea fins al 1950 però el 1948 les Nacions Unides van acceptar el mandat internacional sobre ambdós territoris.
La llei de 15 de novembre de 1937 va permetre que el governador i el secretari general colonial poguessin utilitzar banderes i estàndards personals; també el virrei, màxima autoritat de la colònia, tenia un estàndard personal.
El virrei Rodolfo Graziani va patir un intent d'atemptat el febrer de 1937 i en represàlia els soldats italians, per orde de Graziani, van saquejar el monestir etíop de Debre Libanos, on els assassins s'havien refugiat breument; monjos i monges foren executats; també cases de nadius a Addis Abeba foren saquejats i centenars d'etíops van morir quan les seves cases foren cremades.
El govern feixista italià va encoratjar l'establiment de colons, però molt pocs van anar a la colònia. El 1940 havien arribat només unes 3200 famílies, menys del deu per cent de les previsions. Econòmicament la colònia va demanar molts recursos de l'estat italià. Al començar la II guerra Mundial, Itàlia disposava de 291.000 soldats a la colònia, incloent les tropes natives molt poc entrenades, i molt disperses i mal comunicades per la manca de carreteres. Tot i així es va poder ocupar el Somaliland Britànic, única victòria italiana de tota la guerra que no va necessitar ajut alemany. El contraatac britànic al cap d'un any va recuperar el territori perdut i va conquerir la resta: la fortalesa de Keren a Eritrea, defensada amb coratge pel general Orlando Lorenzini, es va rendir el 27 de març de 1941, i va seguir Asmara (8 d'abril); llavors els britànics van entrar a Etiòpia: Amba Alagi, on era el virrei Amadeu de Savoia, es va rendir el 20 de maig i la darrera posició, Gondar, sota el general Guglielmo Nasi, es va rendir el 27 de novembre de 1941. Uns set-cents italians van refusar rendir-se i van mantenir uns mesos una lluita de guerrilles esperant l'arribada d'un exèrcit alemany des de Líbia i Egipte, però després de la batalla d'El Alamein, aquesta esperança es va esvair.

## Governadors

### Alts comissionats
- Emilio Giuseppe Gaspar Giovanni de Bono (1866 - 1944) 15 de gener de 1935 - 27 de novembre de 1935
- Pietro Badoglio (1871-1956) 28 de novembre de 1935 - 9 de maig de 1936

### Virreis i governadors generals representant a l'emperador d'EtiòpiaVittorio Emanuele III
- Pietro Badoglio duc d'Addis Abeba (1871-1956) 9 de maig de 1936 - 11 de juny de 1936
- Rodolfo Graziani, marquès de Neghelli (1882 - 1955) 11 de juny de 1936 - 21 de desembre de 1937
- Príncep Amadeu de Savoia duc d'Aosta (1898-1942) 21 de desembre de 1937 - 19 de maig de 1941
- Pietro Gazzera, governador de Galla-Sidama, interí (1879-1953) 23 de maig de 1941 a 6 de juliol de 1941
- Guglielmo Nasi, governador d'Amhara i Gondar, interí (1879-1971) 6 de juliol de 1941 a 27 de novembre de 1941